# Почесна відзнака «За заслуги перед містом Миколаїв»
Почесна відзнака «За заслуги перед містом Миколаїв» — заохочувальна відзнака Миколаївського міського голови за видатні заслуги у сфері соціально-економічного, культурного, наукового розвитку міста, розвитку міжнародних та внутрідержавних відносин міста, благодійництво, особисту видатну участь в історичних подіях, пов'язаних з життям міста, участь у відродженні та становленні провідних підприємств міста, спортивні та творчі досягнення на міжнародному та державному рівнях.
Нагородженому вручається Почесна відзнака Миколаївського міського голови «За заслуги перед містом Миколаїв» та посвідчення до неї.

## Статут нагороди

### Підстави для присвоєння звання
Почесна відзнака «За заслуги перед містом Миколаїв» вручається громадянам України, жителям міста та посадовим особам органів місцевого самоврядування за значний особистий внесок в економічну, науково-технічну, соціально-культурну, військову, громадську та благодійну діяльність; розвиток міжнародних та внутрішньодержавних відносин міста; особисту видатну участь в історичних подіях, пов'язаних з життям міста, участь у відродженні та становленні провідних підприємств міста; спортивні та творчі досягнення на міжнародному та державному рівнях.
Рішення про нагородження почесною відзнакою приймає особисто міський голова за поданням комісії з визначення кандидатур для відзначення почесною відзнакою Миколаївського міського голови «За заслуги перед містом Миколаїв».

### Порядок внесення кандидатур та їх розгляд
Клопотання про нагородження почесною відзнакою можуть порушуватись керівниками підприємств, установ та організацій, заступниками міського голови, головами адміністрацій районів Миколаївської міської ради, громадськими організаціями, трудовими колективами. Клопотання подається на ім'я міського голови та розглядається комісією з визначення кандидатур протягом наступних 10 робочих днів з дня його реєстрації.
Клопотання повинно містити загальні відомості про особу, яку представляють до нагородження, а також опис досягнень та заслуг кандидата перед містом, що стали підставою для порушення клопотання про нагородження. До клопотання додаються документи, що підтверджують зазначені в ньому відомості, а також витяг з протоколу зборів трудового колективу, зборів громадян, засідання органів управління об'єднань громадян, які прийняли рішення щодо нагородження.
Клопотання надсилається на ім'я міського голови не пізніше як за місяць до проведення урочистостей.
Після розгляду отриманих документів члени комісії з визначення кандидатур після проведеного засідання протягом 3 робочих днів подають міському голові протокол з рекомендаціями стосовно нагородження претендентів.

### Особливості, послідовність розміщення
Одна особа може бути нагороджена почесною відзнакою лише один раз.
Почесну відзнаку Миколаївського міського голови «За заслуги перед містом Миколаїв» носять на грудях зліва.

## Опис почесної відзнаки «За заслуги перед містом Миколаїв»
Нагрудний знак «За заслуги перед містом Миколаїв» має форму рівностороннього хреста з розширеними лапами. Хрест виготовлено із золотистого металу, лапи хреста покрито синьою емаллю.  Аверс нагрудного знаку складається з синього хреста, що символізує віру та християнську релігію, в центральній частині якого розташований золотистий медальйон із зображенням герба міста Миколаєва. Медальон навколо прикрашений золотистим лавровим вінком — символом перемоги та слави. Хрест покладено на сяйво сріблястого металу.
Реверс нагрудного знаку виконаний у золотистому кольорі, в центральній частині якого зроблено напис «За заслуги перед містом Миколаїв». Планка нагрудного знаку прикрашена стилізованим лавровим вінком та стрічкою у кольорах Державного прапору України.
Нагрудний знак «За заслуги перед містом Миколаїв» за допомогою кільця з вушком сполучається з прямокутною колодкою золотистого металу, обгорнутою жовто-блакитною стрічкою. Нижня частина колодки фігурна.
Кольори нагрудного знака:
- синій або блакитний колір — символ краси, величі, м'якості;
- золото — символ багатства, справедливості, сили, вірності, чистоти;
- срібло — символ чистоти, незайманості.

Розмір хреста: 41×41 мм, колодки — 43×19 мм.